# Sicherheitspolizei
Sicherheitspolizei (Bezpečnostní policie, zkratkou SiPo nebo Sipo) byla v letech 1919 až 1936 německá elitní policejní složka, nasazovaná k potlačování demonstrací a podobným úkolům, poté od 26. června 1936 jméno převzaly nacistické elitní policejní složky: pod hlavičkou Sipo se sloučila kriminální policie Kripo a tajná státní policie Gestapo. Formálně byla Sicherheitspolizei zrušena roku 1939 začleněním do Himmlerova RSHA, ale název Sipo se v běžné řeči používal až do konce války.
Sicherheitspolizei vznikla v roce 1919 na půdorysu vojenské policie, z důvodů odzbrojení nařízeného Německu vítězi první světové války však nemohla existovat jako vojenská jednotka, a proto byla součástí civilní policie. Pro její zelené polovojenské uniformy se jí tehdy říkalo „zelená policie“. Členy Sicherheitspolizei tehdy byli hlavně bývalí vojáci a příslušníci Freikorpsu.
Po převzetí moci nacisté usilovali o sloučení doposud roztříštěných zemských policejních sborů a jejich centralizaci. Roku 1936 Hitler jmenoval Himmlera Ředitelem německé policie (Chef der Deutschen Polizei), a ten se okamžitě pustil do reorganizace. Vznikla tak pořádková policie Ordnungspolizei pro běžnou policejní práci a Sicherheitspolizei pro vyšetřování a boj proti tomu, co nacisté považovali za vážné zločiny. Do čela Sicherheitspolizei byl jmenován dosavadní náčelník stranické policie Sicherheitsdienstu a Gestapa Reinhard Heydrich.
Cílem bylo propojit stranickou a státní policii. Mnoho členů Sicherheitspolizei se stalo členy SS a měli hodnosti v obou organizacích. Z prostředí Sipo vznikly také první Einsatzgruppen. Jejich počátkem byla komanda (Einsatzkommando) sestavená Heydrichem k zajištění budov a dokumentů při anšlusu Rakouska roku 1938. Později se tato komanda Sipo podílela na obsazování budov a zatýkání osob při okupaci českých zemí roku 1939.
Sicherheitspolizei formálně zanikla v září 1939 ustavením Hlavního říšského bezpečnostního úřadu RSHA, který pod sebe převzal veškeré policejní složky.